# 245. Infanterie-Division (Wehrmacht)
La 245. Infanterie-Division fu una divisione dell'esercito tedesco attiva durante la seconda guerra mondiale che venne creata nel 1943 e fu schierata lungo il Fronte Occidentale dove fu distrutta nel 1945.

## Storia
La divisione fu istituita l'8 settembre 1943 nell'area di Rouen ed era armata con equipaggiamenti saccheggiati; dopo la sua formazione fu schierata nella zona di Dieppe per compiti di protezione costiera. Nel 1944, dopo l'inizio dell'Operazione Overlord, rimase a Dieppe e nel corso della successiva ritirata tedesca, combatté in Belgio, nei Paesi Bassi vicino a Tilburg e Breda e infine in Germania nella zona del Weser vicino a Brema e a nord dell'Elba, i suoi resti furono fatti prigionieri tra Ratzeburg e Mölln nel maggio 1945.

## Ordine di battaglia
- Grenadier-Regiment 935
- Grenadier-Regiment 936
- Grenadier-Regiment 937
- Artillerie-Regiment 245
- Pionier-Bataillon 245
- Feldersatz-Bataillon 245
- Panzerjäger-Abteilung 245
- Füsilier-Bataillon 245
- Divisions-Nachrichten-Abteilung 245
- Divisions-Nachschubführer 245[1]

## Decorazioni
Alcuni soldati della 245. Infanterie-division furono premiati per le loro azioni in guerra:
- Croce Tedesca
  - in oro: 1
- Croce di Cavaliere della croce di ferro: 2

## Comandanti
- Generalleutnant Erwin Sander (8 settembre 1943 - 6 dicembre 1944)
- Generalmajor Gerhard Kegler (6 dicembre 1944 - gennaio 1945)
- Generalleutnant Erwin Sander (gennaio 1945 - 1º aprile 1945)
- Generalmajor Kuno Dewitz (1º aprile 1945 - maggio 1945)[1]